# Metro del Caire
El metro del Caire és el Metro del Caire, Egipte i compta amb 3 línies. Juntament amb el Metro d'Alger és una de les dues xarxes completes de metro existents en el continent africà. Es tracta de la primera xarxa de metro construïda al continent africà, posada en servei el 27 de setembre de 1987 .
El Gran Caire és servit per tres línies de metro, de 84 km i seixanta-vuit estacions, construïdes als anys vuitanta, noranta i 2010. S'està estudiant un projecte de tres línies més. El metro està gestionat pel " Autoritat Nacional de Túnels ". Les línies utilitzen un calibre estàndard (1.435 mm).
En totes les línies, els dos cotxes del mig (el 4 i el 5 estan reservats per a les dones (el 5 entre les 09 a.m. i les 6 p.m.). Aquesta particularitat es va crear per protegir les dones de l'assetjament sexual per part dels homes.
El metro del Caire forma part d'un sistema de transport ferroviari que comprèn línies de tramvia urbanes i línies de ferrocarril suburbanes. S'està construint una xarxa de dues línies de monorail.

## Història

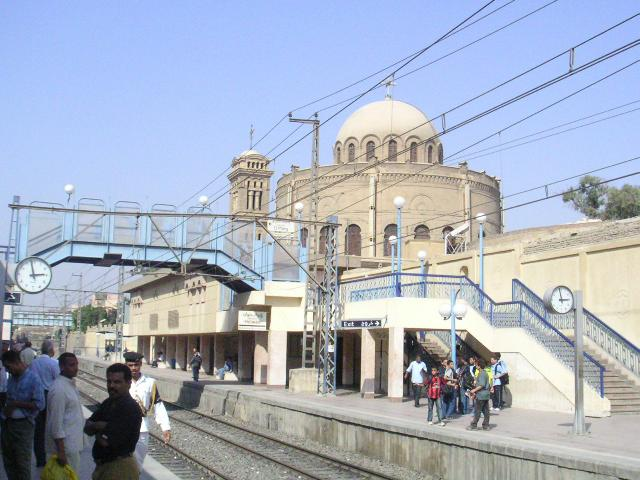
Estació Mar Girgis a la línia 1

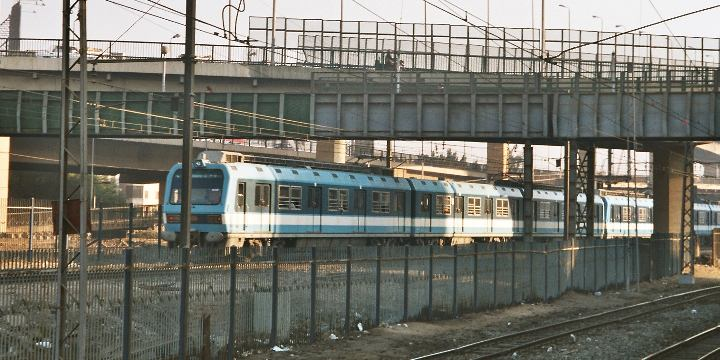
Convoi de la línia 1 a prop de l'estació Al Shohadaa (ex Mubarak)

El metro del Caire va néixer en resposta a la necessitat de transport de masses de la més gran i densament poblada ciutat de l'Àfrica i del món àrab i va ser inaugurat el 1987. El 1987 la població resident a la ciutat superava els 10 milions (a qui s'afegien a més de dos milions de viatgers que arribaven diàriament a la ciutat per motius de feina). La capacitat del sistema de transport públic del Caire era al voltant de 20.000 passatgers per hora; la construcció del metro va augmentar la capacitat a 60.000 persones per hora.
El 1990 va ser elaborat un estudi per l'avaluació de la necessitat futura de transport de la ciutat; va ser valorada en 8,4 milions la quantitat de passatgers que haurien utilitzat el transport públic i en 2,7 milions les persones que haurien utilitzat altres mitjans, com els taxis i els automòbils, això davant d'una capacitat de transport de 4,9 milions.
El sistema està format per 3 línies operatives. La construcció de la tercera línia va iniciar-se el 2006 i el primer tram va ser obert el 2012.
El 2011, el metro va transportar uns 4 milions de passatgers diaris.

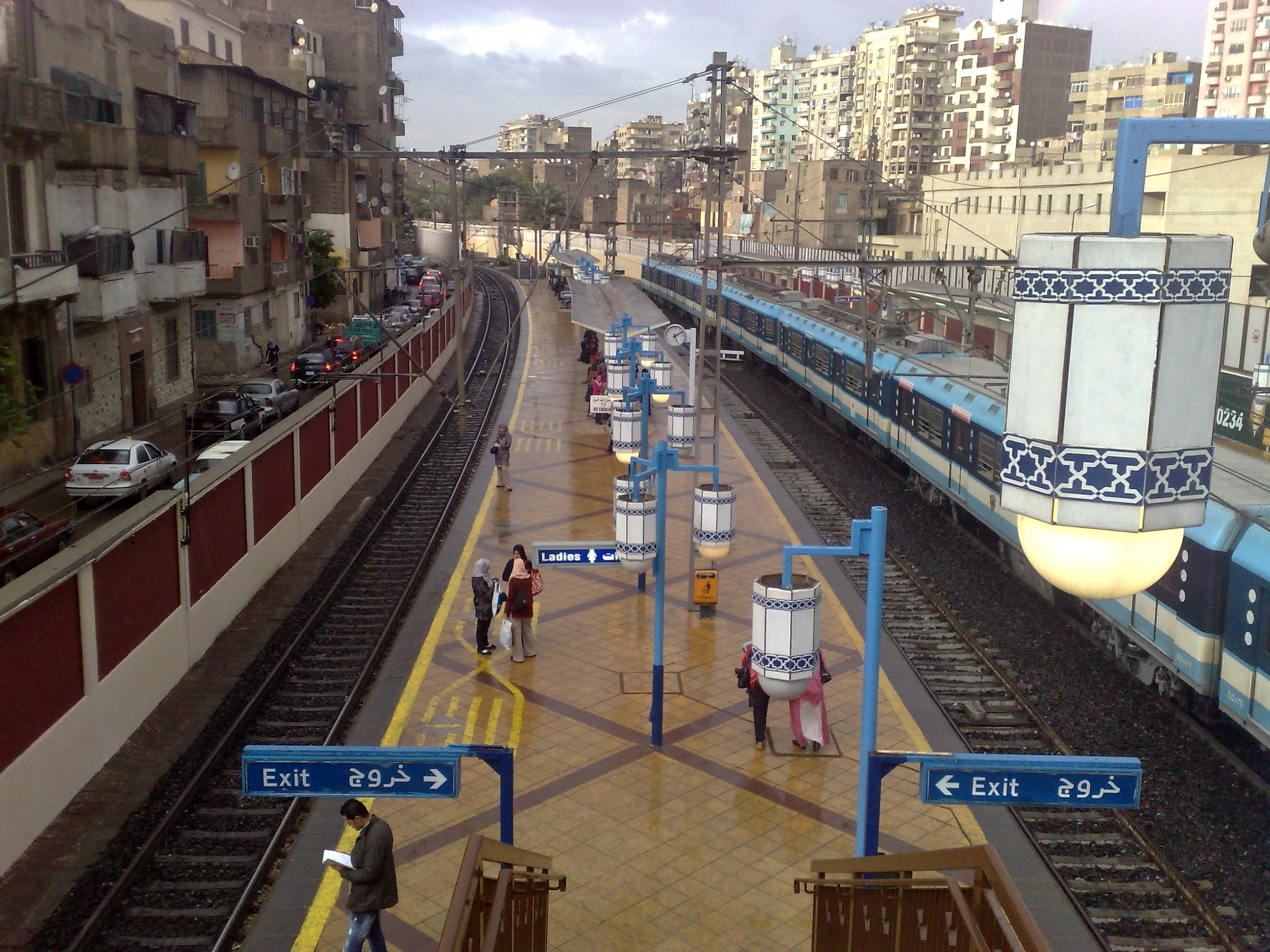
Estació metro 1 vista des de dalt. S'indica el punt per l'accés de les dones

### Un projecte molt antic
La idea d'un metro va ser plantejada per primera vegada el 1930 per l'enginyer egipci Saiyed Abdel Wahed, que treballava a l'autoritat ferroviària egípcia, però aquesta idea va caure ràpidament. Després de la revolució egípcia de 1952, la idea va despertar un interès renovat; el 1954, experts francesos van fer un informe sobre el futur del transport egipci. Van proposar un metro amb dues línies, una de dotze quilòmetres de longitud que connectava Bab al-Loug i Ismailia i una segona línia de cinc quilòmetres que enllaçava Boulaq amb el castell d'Abou al-Ela. Van suggerir que una única empresa s'encarregués de tot el transport públic.
Més tard, molts experts van venir a Egipte per examinar la viabilitat d'aquest projecte: els soviètics el 1956, els japonesos el 1960 i els francesos el 1960. Va ser finalment el 1969 quan el govern va aprovar la necessitat d'un estudi que demostrés la manca de capacitat de transport públic aleshores al Caire. El ministre de Transports egipci volia un estudi realitzat per empreses estrangeres. L'empresa francesa SOFRETU guanyar la licitació el 20 de setembre de 1970.
L'estudi del transport finalitzat el 1973 i aprovat per les autoritats com a pla de viatge a l'aglomeració el 1975 va recomanar, per resoldre els problemes de transport al Gran Caire, un sistema ferroviari amb tres línies, una primera línia regional de quaranta-tres quilòmetres utilitzant vies existents, amb vehicles de 2,9 m, que connecten Helwan amb El Marg (Helwan - Bab el luk i el pont Al Laymon - El Marg) amb un túnel que passa pels carrers Kasr el Nil i Ramsés. Les altres dues línies es deien urbanes (metro clàssic, 2,6 m), una línia de 13,5 km connectaria Shubra El-Kheima i Guiza passant per sota del carrer Ramsés i la plaça Tahrir. Finalment, la tercera línia, de 10 km, aniria des del Darassa fins a Embabah.

## Característiques i línies

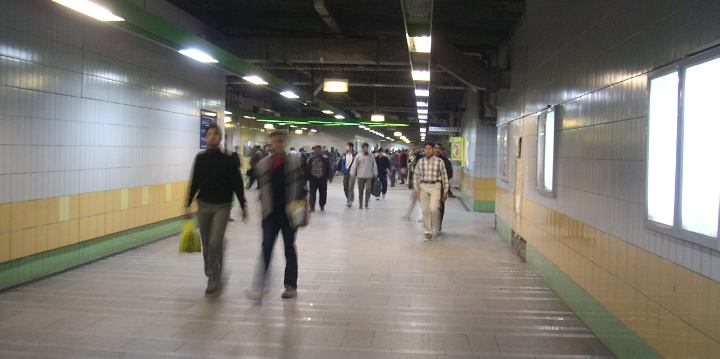
Estació Attaba, a la línia 2

El metro és gestionat per la "National Authority for Tunnels". El preu del bitllet és de 7 lliures egípcies per cada trajecte superior a 9 parades, i per cada trajecte inferior a 9 parades el bitllet en costa 2. L'horari és de les 5:15 fins a les 00:30.
A tots els trens del metro del Caire, els dos vagons intermedis (el 4t i el 5è) estan reservats per a dones (el 5è passa a ser d'ús mixt després de les 21:00). Aquests cotxes s'utilitzen com a opció per a dones que no desitgen viatjar amb homes; en qualsevol cas, les dones poden utilitzar els altres vagons lliurement.

## Xarxa
| Línia | Ruta                 | Inauguració       | Llargada | Estacions |
| ----- | -------------------- | ----------------- | -------- | --------- |
| M1    | New El Marg ↔ Helwan | 5 d'abril de 1989 | 44,3 km  | 35        |
| M2    | Shobra ↔ El Mounib   | 1999              | 21,6 km  | 20        |
| M3    | Ataba ↔ Adly Mansour | 2012              | 19,5 km  | 19        |
| Total | Total                | Total             | 85,4 km  | 74        |

- Línia "1": és la primera de les línies que formen el metro del Caire i connecta l'estació New El Marg amb l'estació Helwan.[6] Es va construir sobre la ruta de dos ferrocarrils urbans anteriors connectats per un túnel excavat sota el centre de la ciutat. La línia té 35 estacions, 5 de les quals són subterrànies. L'estació d'Al-Shohadaa es troba sota la plaça Ramsès i té correspondència amb la principal estació de tren.

- Línia "2": connecta l'estació de Shobra amb l'estació d'El Mounib. Talla la línia "1" amb dos intercanviadors, Al-Shohadaa i Sadat.[7]

- Línia "3": connecta l'estació d'Adly Mansour amb l'estació d'Ataba, aquest últim intercanviador amb la línia "2". Està previst que es construeixi des d'aquesta última ubicació fins a l'aeroport i la seva extensió més enllà de la intersecció de Nasser amb la línia "1".[8]